# یواس‌اس مک‌کی (دی‌دی-۸۷)
یواس‌اس مک‌کی (دی‌دی-۸۷) (به انگلیسی: USS McKee (DD-87)) یک کشتی بود که طول آن ۹۵٫۸۳ متر (۳۱۴٫۴ فوت) بود. این کشتی در سال ۱۹۱۸ ساخته شد.